# Binsenweiher
Koordinaten: 50° 49′ 23″ N, 6° 49′ 31″ O
Der Binsenweiher ist ein kleiner Braunkohletagebau-Restsee, der in der Ville nordöstlich von Erftstadt-Liblar zwischen dem Liblarer See und der B 265 liegt.

## Bedeutung

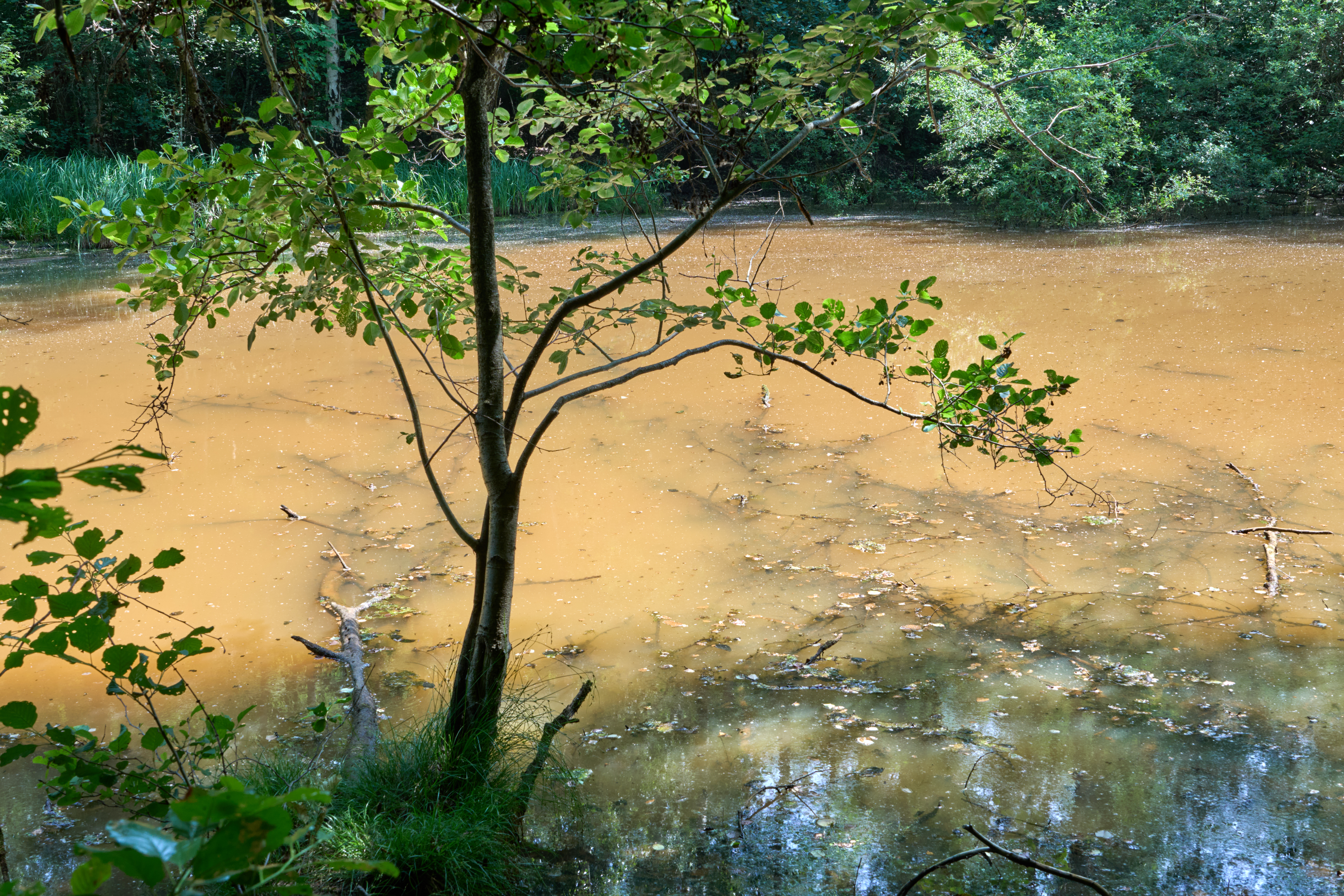
Blick vom NW-Ufer über den Binsenweiher

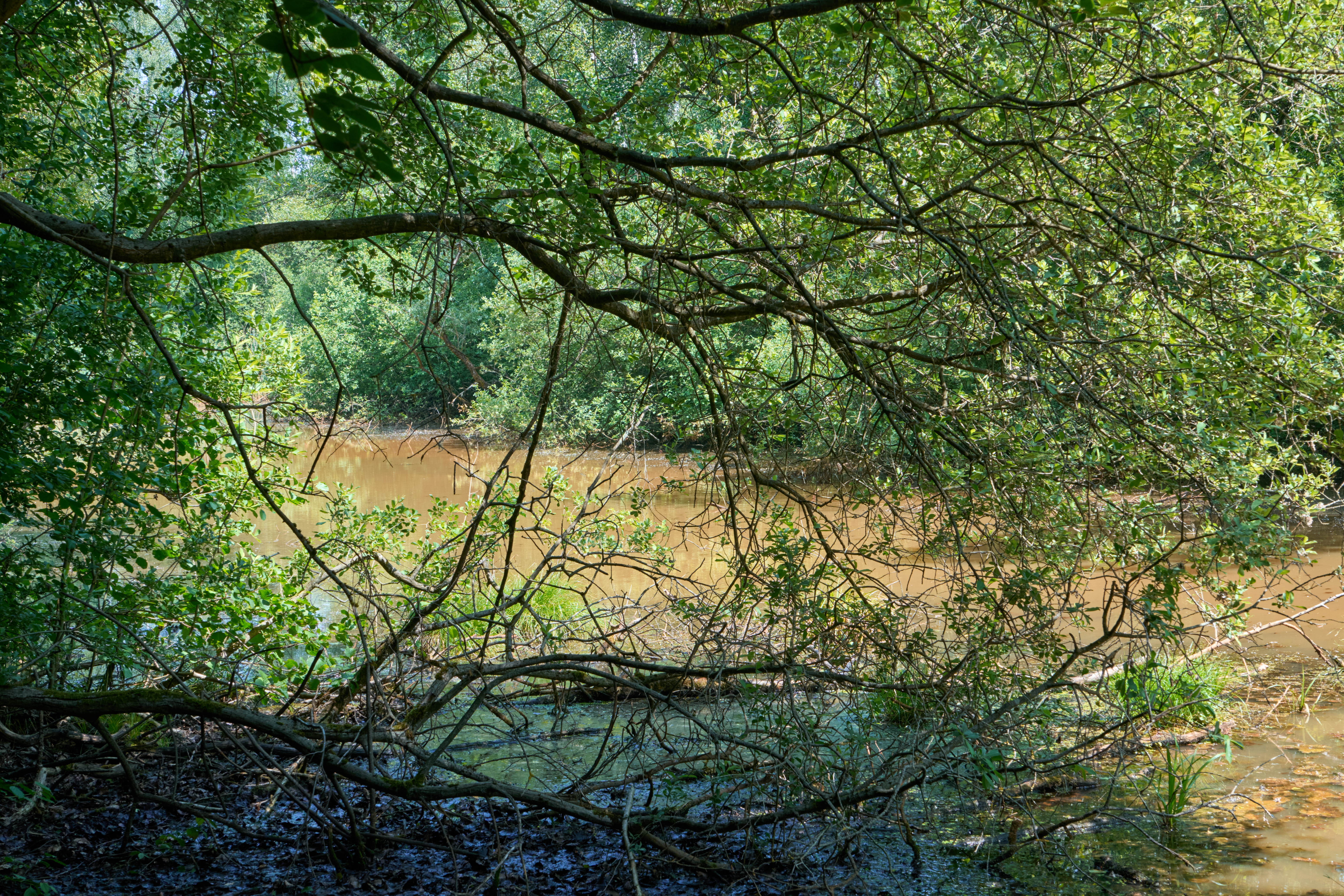
Das Ufer ist weitgehend zugewachsen;

Der Binsenweiher ist mit einer Wasserfläche von knapp 1 ha einer der kleinsten Villeseen. Das Gebiet um den See ist seit 1989 unter der Kenn-Nummer BM-017 als Naturschutzgebiet mit einer Fläche von 9 ha ausgewiesen.
Das Gewässer ist vor allem im Norden von Röhrichtbeständen (Rohrkolben, Schilfrohr und Teichbinse) und sumpfigen Grauweidengebüschen zugewachsen und stellt damit ein ideales Brutbiotop für die Wasserralle dar. Am Rande bzw. als Unterwuchs im Weidengebüsch treten Sumpf-Seggenbestände auf, daneben Flächen mit Spießmoos, stellenweise Torfmoos und Gemeine Simse. Südwestlich schließt sich Pappel-Erlen-Birken-Weidenwald an, nördlich finden sich oberhalb der Feuchtgebiete Kiefernwälder. Im Südosten hat sich auf einem trockenen Bereich ein Land-Reitgras-Bestand und Birkenvorwald entwickelt.
Die B 265 wurde auf einer Brücke über das Feuchtgebiet nördlich des Binsenweihers hinweggeführt.